# Obręb ewidencyjny
Obręb ewidencyjny jest jednostką powierzchniową podziału kraju, wyodrębnioną dla celów ewidencji gruntów i budynków (katastru nieruchomości w Polsce).
Obręb ewidencyjny jest częścią jednostki ewidencyjnej. Do 30 lipca 2021 r. mógł dzielić się na pomocnicze jednostki podziału kraju dla celów ewidencji, obejmujące część obrębu ewidencyjnego prezentowanego pod względem kartograficznym na jednym arkuszu mapy ewidencyjnej, zwane arkuszami ewidencyjnymi

## Tworzenie obrębów ewidencyjnych
Podziału na obręby ewidencyjne i określenia ich granic dokonuje starosta w uzgodnieniu z Głównym Geodetą Kraju oraz po zasięgnięciu opinii właściwej miejscowo jednostki statystyki publicznej.

## Nazewnictwo i identyfikacja obrębów ewidencyjnych
Obręb w jednostce ewidencyjnej jest określony przez jego nazwę i numer. Identyfikator obrębu ewidencyjnego przyjmuje postać:
WWPPGG_R.XXXX, przy czym:
- WW - kod województwa,
  - PP - kod powiatu w województwie,
    - GG - kod gminy w powiecie,
      - R - jedna z cyfr: 1, 2, 3, 4, 5, 8, 9 określająca typ gminy (TERC),
        - XXXX – numer ewidencyjny obrębu w jednostce ewidencyjnej, określony za pomocą liczb całkowitych mieszczących się w przedziale od 0001 do 9999.

Przykładowo identyfikator:
- 286201_1.0118 identyfikuje obręb numer 118 w gminie Olsztyn – miasto na prawach powiatu.

Obręb ewidencyjny może obejmować całą wieś (wraz z przyległymi do niej obiektami fizjograficznymi) albo miasto lub ich wydzieloną część. Teren zamknięty może stanowić cały obręb ewidencyjny.